# 마이 걸 (영화)
《마이 걸》(영어: My Girl)은 1991년 개봉한 미국의 성장 로맨틱 코미디 드라마 영화이다. 하워드 지프가 연출하고, 댄 애크로이드, 제이미 리 커티스, 매콜리 컬킨, 애나 클럼스키 등이 출연하였다. 영화의 제목은 템프테이션스의 동명 곡에서 따왔으며 이는 영화의 엔딩 크레디트에서 흐르는 노래이기도 하다.
1994년 속편 《마이 걸 2》가 개봉하였다.

## 줄거리
1972년 여름 펜실베이니아주 매디슨. 11살 베이다의 어머니는 베이다를 출산한 후 사망하였고, 아버지 해리는 장의사이다. 자연스레 죽음에 집착하게 된 베이다는 조숙하지만 건강 염려증인 말괄량이이며, 또래 아이들은 베이다가 특이하다고 생각한다. 베이다는 함께 사는 치매 환자 할머니를 끔찍이 사랑하고, 베이다의 절친은 온갖 대상에 알레르기를 갖고 있으며 역시 겉도는 토머스이다. 해리가 새로 고용한 분장사 셸리와 사랑에 빠지자 베이다는 둘을 찢어 놓을 궁리를 하는 한편 시 수업 교사인 빅슬러 씨에게 반해 첫사랑을 겪으며 가슴앓이를 한다.

## 출연진
- 댄 애크로이드 - 해리 설튼퍼스 역
- 제이미 리 커티스 - 셸리 더보토 역
- 매콜리 컬킨 - 토머스 J. 세넷 역
- 애나 클럼스키 - 베이다 마거릿 설튼퍼스 역
- 리처드 매서 - 필 설튼퍼스 역
- 그리핀 던 - 제이크 빅슬러 씨 역
- 앤 넬슨 - 할머니(그래무) 설튼퍼스 역
- 앤서니 R. 존스 - 아서 역
- 피터 마이클 게츠 - 웰티 의사 역
- 셰인 오버진스키 - 빌리 역
- 레이 벅테니카 - 대니 역

## 우리말 녹음
| MBC 성우진 (1994년 5월 4일) - 성유진 - 베이다(애나 클럼스키) - 이종혁 - 해리(댄 애크로이드) - 이미자 - 토머스(매콜리 컬킨) - 윤소라 - 셸리(제이미 리 커티스) - 박소현 - 한상혁 - 박태호 - 전국근 - 홍승옥 - 권혁수 - 이종오 - 오혜숙 - 홍혜정 - 이병식 - 이선호 - 황윤걸 - 안지환 - 이승현 | KBS 성우진 (2013년 10월 11일) - 소연 - 베이다(애나 클럼스키) - 유해무 - 해리(댄 애크로이드) - 강희선 - 셸리(제이미 리 커티스) - 오인실 - 토머스(매콜리 컬킨) - 홍시호 - 빅슬러(그리핀 던) - 서문석 - 웰티(피터 마이클 게츠) / 필(리처드 매서) - 한복현 - 아서(앤서니 R. 존스) - 강규리 - 빌리(셰인 오버진스키) / 랜들(제인 핼러런) - 사문영 - 하우이(앤서니 피낸조) - 선은혜 - 잭(재커리 매클러모어) / 수전(글렌다 치즘) - 박상훈 - 대니(레이 벅테니카) - 권창욱 - 랠프(제리 콜랜절로) |  |